# Tratado de Comayagua
El Tratado de Comayagua, también conocido como Tratado Wyke-Cruz, fue un tratado firmado el 28 de noviembre de 1859 entre el Reino Unido y la República de Honduras. El tratado contiene ocho artículos y fue negociado y firmado por Charles Lennox Wyke por el Reino Unido y Don Francisco Cruz por la República de Honduras.
Por medio de este tratado el Imperio británico entregó las islas de la Bahía y la parte norte de la Costa de los Mosquitos a Honduras.

## Antecedentes

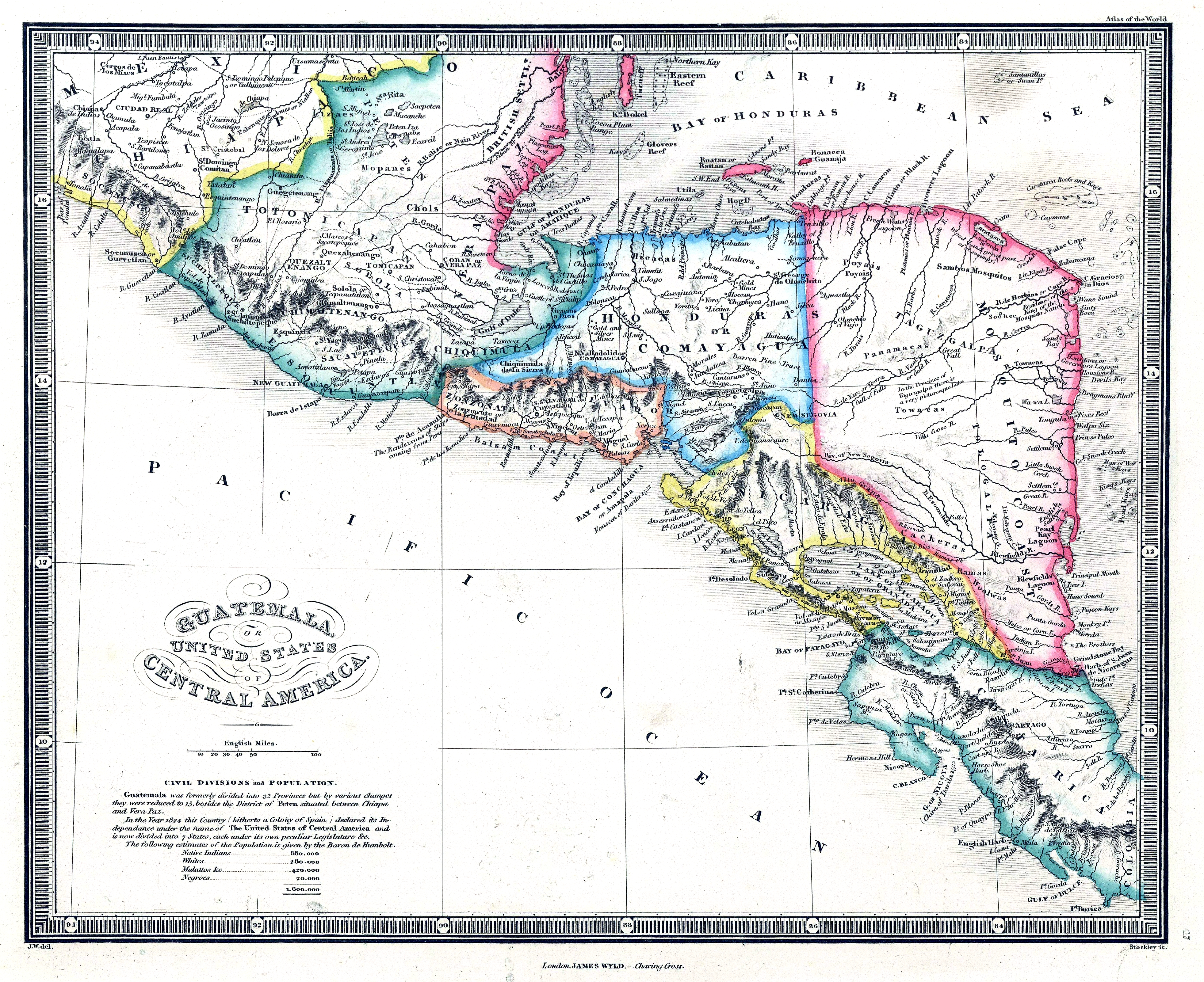
Territorios reclamados por el Imperio británico en Centroamérica a mediados del en rosa.

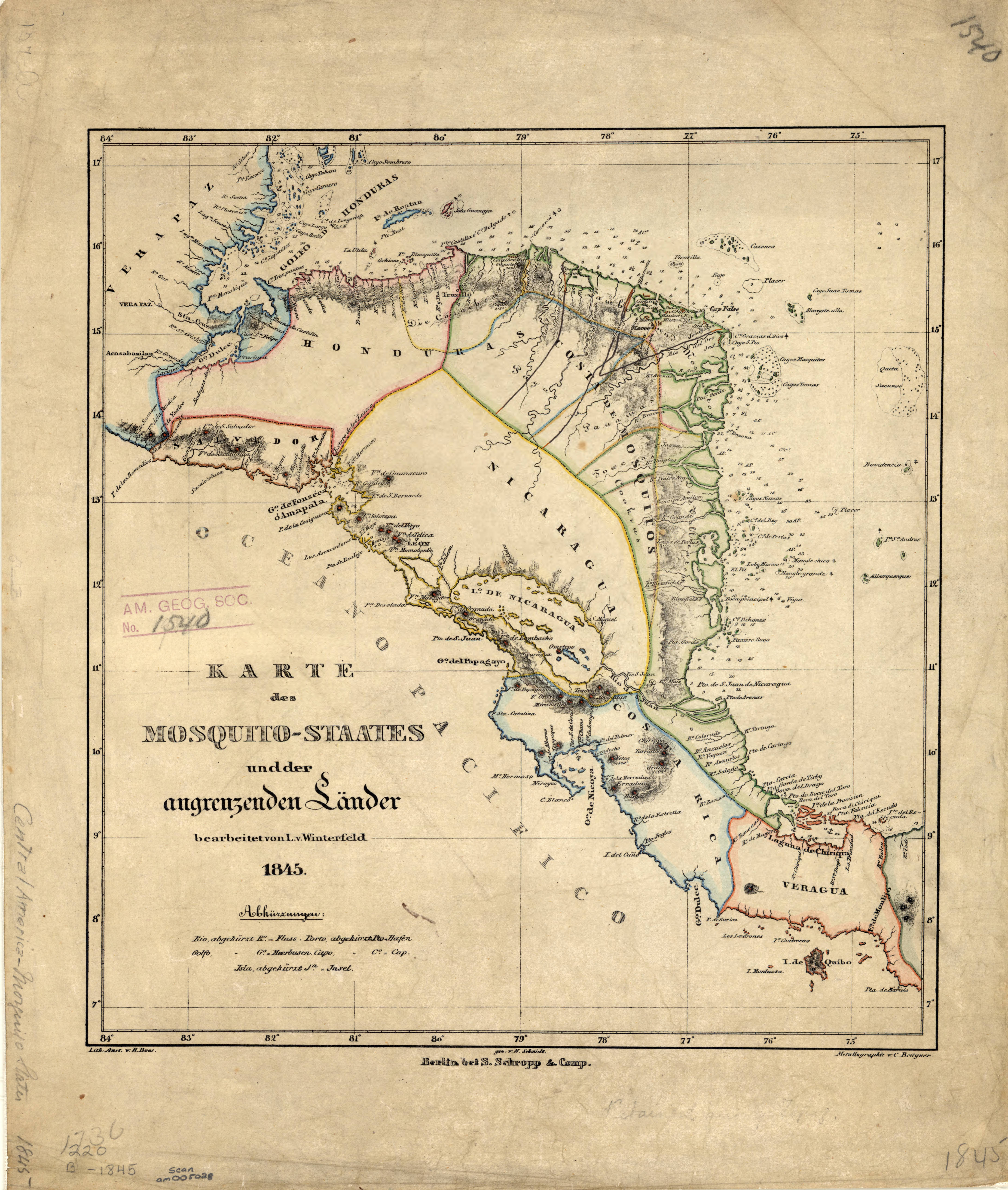
Mapa de América Central en 1845.

En 1821 se produjo la independencia de Centroamérica del Imperio Español, surgiendo el Primer Imperio mexicano, del cual se independizaría la República Federal de Centroamérica en 1823. Sin embargo entre 1837 y 1841 se produjo la disolución de la República Federal de Centroamérica por la cual, entre otros países, surgió la República de Honduras.
En esa época el Imperio Británico tenía numerosas posesiones por el Caribe (llamadas Indias Occidentales Británicas) como por ejemplo Honduras británica (actual Belice). En 1837 el Imperio británico reconoció formalmente al reino Mosquito como un Estado independiente que abarcaba la Costa de los Mosquitos (que incluía una parte del territorio de Honduras y otra de Nicaragua) y tomó medidas para defender a ese reino. En 1844 Reino Unido declaró un protectorado sobre ese territorio (motivado en parte por la inminente anexión estadounidense de Texas y el deseo británico de construir un canal artificial navegable a través de América Central antes de que lo hiciera Estados Unidos).
Nicaragua protestó por el establecimiento de ese protectorado y envió tropas a San Juan del Norte, a lo que el rey misquito respondió con un ultimátum exigiendo que todas las fuerzas nicaragüenses se fueran antes del 1 de enero de 1848. Nicaragua apeló a los Estados Unidos (que estaban influenciados por la Doctrina Monroe de América para los americanos de 1823) pero los estadounidenses, entonces ocupados en la guerra contra México, no respondieron. Después de que expiró el ultimátum, las fuerzas misquito-británicas tomaron San Juan del Norte. El 7 de marzo de 1848, Nicaragua firmó un tratado de paz donde cedió San Juan del Norte al Reino Mosquito, que lo rebautizó como Greytown en honor a Charles Edward Grey, gobernador de la colonia de Jamaica (actual Jamaica).
Concluida la guerra entre México y Estados Unidos, el nuevo delegado de Estados Unidos en Centroamérica, Ephraim George Squier, intentó que Nicaragua, El Salvador y Honduras formaran un frente común contra los británicos, que ahora amenazaban con anexionar la isla del Tigre en la costa del pacífico de Honduras. Después de que las fuerzas británicas y estadounidenses casi se enfrentaron en El Tigre, ambos gobiernos reprendieron a los comandantes de sus fuerzas allí y concluyeron el Tratado Clayton-Bulwer el 18 de abril de 1850. En este documento las dos potencias se comprometieron a garantizar la neutralidad, el uso igualitario del futuro canal navegable propuesto y a "no ocupar, fortificar, o colonizar, o asumir o ejercer ningún dominio sobre Nicaragua, Costa Rica, la Costa de Mosquitos o cualquier parte de Centroamérica", ni hacer uso de ningún protectorado o alianza, presente o futura, para tales fines.
Estados Unidos asumió que esto significaba la inmediata evacuación británica de la Costa de Mosquitos, mientras que los británicos argumentaron que solo los obligaba a no expandirse más en América Central y que tanto el protectorado de 1844 como el tratado de paz de 1848 todavía estaban vigentes. El 21 de noviembre, el vapor estadounidense Prometheus fue atacado a tiros por un buque de guerra británico por no pagar las tarifas portuarias en Greytown. Uno de los pasajeros era Cornelius Vanderbilt, magnate de negocios y una de las personas más ricas de los Estados Unidos de la época. El gobierno británico se disculpó después de que Estados Unidos enviara dos balandras armadas a la zona.
En 1852 Reino Unido estableció la Colonia de las Islas de la Bahía frente a la costa de Honduras y rechazó las protestas estadounidenses alegando que esas islas habían sido parte de Honduras británica (actual Belice) antes de la firma del Tratado Clayton-Bulwer. La proclamación de esas islas como colonia británica (junto al protectorado británico de la Costa de Mosquitos y la ocupación inglesa de San Juan del Norte) finalmente acabó provocando una crisis diplomática con el gobierno de los Estados Unidos, donde fue considerada universalmente como una violación directa del Tratado Clayton-Bulwer de 1850.

Mapa de América Central y del Norte en 1852.

Al respecto el Comité de Relaciones Exteriores del Senado de los Estados Unidos, declaró: las islas de Roatán, Bonacca, Utila, etc. [Islas de la Bahía], en y cerca de la bahía de Honduras, constituyen parte del territorio de la república de Honduras, y por lo tanto forman parte de Centroamérica; y, en consecuencia, que cualquier ocupación de estas islas por parte de Gran Bretaña constituye una violación del tratado del 5 de julio de 1850. Estaba originándose un conflicto diplomático que se extendió en el tiempo y que en el peor de los casos podría ocasionar una guerra entre Estados Unidos y el Imperio británico.
El representante estadounidense en Nicaragua, Solon Borland, consideró que se había incumplido el tratado y abogó abiertamente por la anexión estadounidense de Nicaragua y el resto de América Central, por lo que se vio obligado a dimitir. En 1853, los edificios de la Accessory Transit Company, propiedad de Estados Unidos, en Greytown fueron saqueados y destruidos por los lugareños. En 1854, un capitán de un barco de vapor estadounidense mató a un criollo de Greytown, y Borland, que había permanecido en Greytown después de su dimisión, detuvo el arresto por asesinato amenazando al alguacil y a sus hombres con un rifle, argumentando que no tenían poder para arrestar a un ciudadano estadounidense. Aunque no ocupaba ningún cargo, Borland ordenó a 50 pasajeros estadounidenses con destino a Nueva York que permanecieran en tierra y "protegieran los intereses estadounidenses" mientras él navegaba hacia Estados Unidos en busca de ayuda. 

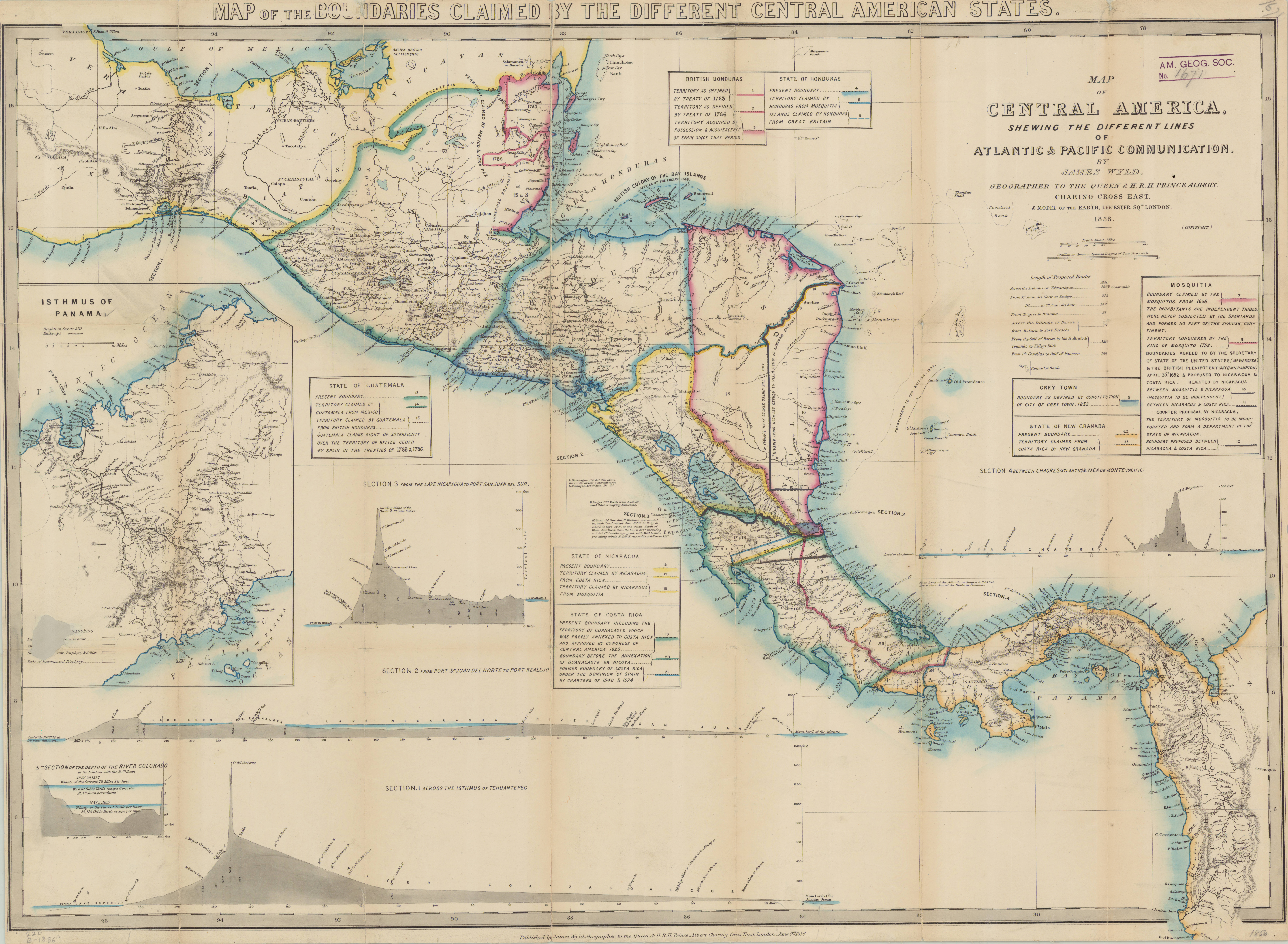
Mapa de América Central en 1856.

En un ejemplo de diplomacia de cañonero, los estadounidenses enviaron la balandra de guerra USS Cyane y exigieron 24.000 dólares en daños, una disculpa y una promesa de buena conducta en el futuro. Cuando no se cumplieron los términos, la tripulación bombardeó Greytown el 13 de julio de 1854, luego desembarcó y quemó la ciudad hasta los cimientos. Los daños fueron cuantiosos pero no hubo muertos. Con su atención centrada en la Guerra de Crimea y la firme oposición de los empresarios mercantiles ingleses a una guerra contra los Estados Unidos, el gobierno británico se limitó a protestar y exigió una disculpa que nunca fue recibida.
Durante los años 1854-1856 se mantuvo una elaborada correspondencia entre el Sr. Buchanan, embajador estadounidense en Londres, y el Secretario de Estado de Asuntos Exteriores inglés Lord Clarendon sobre el tema, pero sin ningún resultado satisfactorio. El Reino Unido aumentó apresuradamente sus fuerzas navales en la zona del mar Caribe y su ejemplo fue seguido rápidamente por los Estados Unidos. Durante un tiempo, la paz entre los dos países dependió de la discreción de unos pocos comandantes navales, que actuaban bajo órdenes necesariamente vagas e indefinidas.
En ese momento crítico, el gobierno de Honduras envió a un representante a Londres, quien sostuvo que la cuestión en disputa concernía principalmente a Honduras, y exigió la entrega de las islas y de parte de Costa Mosquito, tanto como una medida de justicia hacia ese país como un medio de retirar una cuestión peligrosa entre los Estados Unidos y el Reino Unido, en la que cada uno se había comprometido públicamente más allá de su poder de retractación, y no podían quedar en evidencia. Esta solución fue vista con agrado por ambas partes.

## Tratado

Mapa de América Central en 1862.

Ante la superioridad bélica y económica de los Estados Unidos, la escalada de la tensión culminó con el Tratado de Comayagua firmado por Charles Lennox Wyke en representación del gobierno británico y Francisco Cruz Castro por parte del gobierno de Honduras el 29 de noviembre de 1859. Mediante este tratado, los británicos reconocieron la soberanía hondureña sobre las Islas de la Bahía (que entonces era la Colonia de las Islas de la Bahía) y parte de la Costa de los Mosquitos (el Reino Mosquito, un protectorado del Imperio británico), con la parte interior de esta hasta el cabo Gracias a Dios. El tratado también ofreció una defensa contundente de los derechos de los misquitos hondureños al declarar que “no serán perturbados en la posesión de ninguna tierra u otras propiedades que puedan poseer u ocupar”.
El artículo I señala respecto a las Islas de la Bahía:

"Tomando en consideración la posición peculiar geográfica de Honduras y en orden a asegurar la neutralidad de sus islas adyacentes, con referencia a algún ferrocarril u otra línea de comunicación interoceánica que pueda construirse a través del territorio de Honduras en la tierra firme, Su Majestad Británica conviene en reconocer las islas de Roatán, Guanaja, Elena, Utile, Barbarete y Morat, conocidas como las "Islas de la Bahía", y situadas en la Bahía de Honduras, como una parte de la República de Honduras".

El artículo II señala respecto a la Costa Mosquitos:

"Su Majestad Británica se compromete [...] a reconocer como pertenecientes y bajo la soberanía de la República de Honduras el territorio hasta aquí ocupado o poseído por los indios Mosquitos dentro de la frontera de la República".

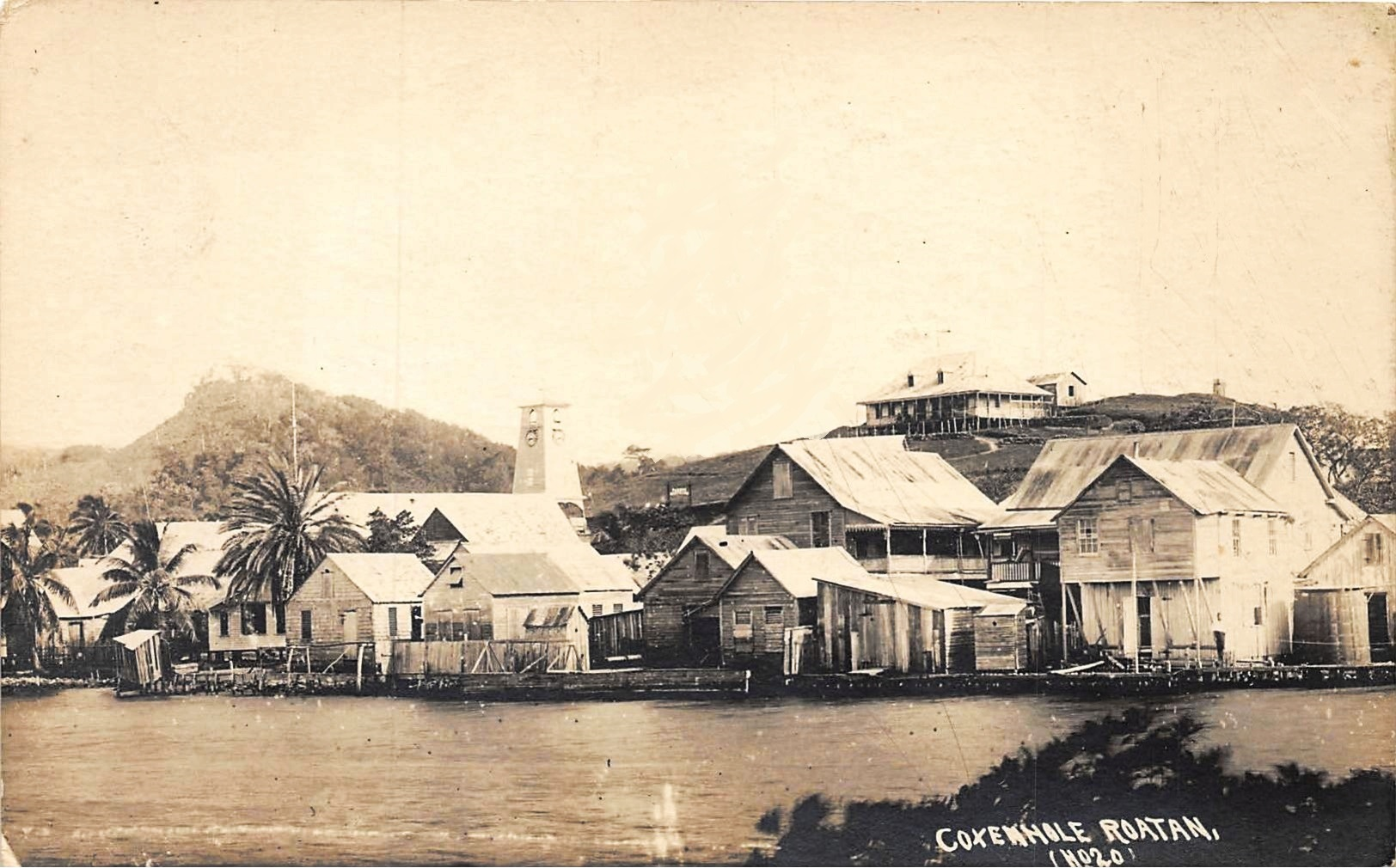
Foto postal de los años 1910 o 1920 que muestra una calle de la ciudad de Roatán, situada en la isla homónima, centro administrativo de las Islas de la Bahía, Honduras.

Al año siguiente el gobierno británico firmaría el Tratado de Managua con Nicaragua relativo a la parte de la Costa de Mosquitos que afectaba a ese país. A cambio de la entrega de posesiones inglesas a Nicaragua y Honduras, Estados Unidos permitía al Reino Unido total libertad de acción en su colonia conocida como Honduras británica (actual Belice). De hecho, el Reino Unido también firmó en 1859 con Guatemala el Tratado Wyke-Aycinena para delimitar la frontera entre Honduras británica y Guatemala.
Muchos de los colonos ingleses de las islas de la Bahía no estaban de acuerdo con esta resolución y buscaron la ayuda del filibustero estadounidense William Walker para presionar al gobierno británico para conservar las islas. Walker, que en 1857 había sido depuesto de la presidencia de Nicaragua por un ejército centroamericano, decidió ayudarlos. Walker llegó a Honduras y desembarcó en Trujillo con cien hombres, pero sus esfuerzos por ayudar a los colonos ingleses fueron en vano. Walker fue capturado por el capitán Nowell Salmo, entregado a las autoridades hondureñas y ejecutado el 12 de septiembre de 1860.
Los intentos de decidir la soberanía entre Honduras y Nicaragua sobre la ribera norte del río Coco, que divide en dos el Cabo Gracias a Dios, comenzaron en 1869, pero no se resolverían hasta noventa y un años después, cuando la Corte Internacional de Justicia falló a favor de Honduras en 1960.